# A kísértet
A kísértet (eredeti cím: Mesteren) 2017-ben bemutatott dán filmdráma, amelyet Charlotte Sieling írt és rendezett. A főbb Anna Linhartová, Jakob Oftebro, Jana Krausová, Ane Dahl Torp és Søren Pilmark látható.
Dániában 2017. március 2-án mutatták  a mozikban.

## Cselekmény
Simon a dán művészeti színtér királya, önző, sikeres és gazdag férfi, gyönyörű feleséggel és fiatal barátnőkkel. Az élete csupa mosoly, egészen addig, amíg a semmiből fel nem bukkan ismeretlen fia, Casper, és el nem lopja minden figyelmet.

## Szereplők
| Szereplő | Színész             | Magyar hang        |
| -------- | ------------------- | ------------------ |
| Casper   | Jakob Oftebro       | Jéger Zsombor      |
| Simon    | Søren Malling       | Epres Attila       |
| Darling  | Ane Dahl Torp       | Szávai Viktória    |
| David    | Søren Pilmark       | Mertz Tibor        |
| Jon      | Thomas Hwan         | Kovács Lehel       |
| Anja     | Marie-Lydie Nokouda | Kakasy Dóra        |
| Lai      | Sus Wilkins         | Törőcsik Franciska |
| Spike    | Simon Bennebjerg    | Bercsényi Péter    |

### Magyar változat
- Bemondó: Bozai József
- Magyar szöveg: Kozma Borbála
- Hangmérnök: Kardos Péter
- Vágó : Sári-Szemerédi Gabriella
- Gyártásvezető: Kincses Tamás
- Szinkronrendező: Báthory Orsolya

A szinkront a Mafilm Audio Kft. készítette el.